# 알로이시우스 암브로직
알로이시우스 암브로직(영어: Aloysius Ambrozic, 1930년 1월 27일 ~ 2011년 8월 26일)은 캐나다 가톨릭교회의 추기경이자 토론토 대교구장이다. 1998년 1월 21일 추기경에 서임되었다.

## 약력
알로이시우스 암브로직은 유고슬라비아 왕국 가브리제 인근에서 알로이시우스와 헬렌 페카르의 일곱 명의 자녀 가운데 한 명으로 태어났다. 1945년 5월 그의 가족들은 오스트리아로 이주해 난민 수용소에서 생활했는데, 암브로직은 여기에서 고등학교 교육을 마쳤다. 1948년 9월 오스트리아를 떠난 그의 가족들은 캐나다로 이주해 토론토 인근에 정착했는데, 암브로직은 곧 세인트어거스틴 신학교에 입학하여 1955년 6월 4일 사제 서품을 받았다. 사제가 된 암브로직은 온타리오주 포르콜본으로 부임하여 사목 활동을 하다가 세인트어거스틴 신학교에서 신학생들을 가르치는 교수로 이동하였다.
로마로 잠시 신학을 공부하러 유학을 갔다가 돌아온 그는 1960년부터 1967년까지 세인트어거스틴 신학교에서 성경학을 가르쳤다. 또한 독일의 뷔르츠부르크 율리우스 막시밀리안 대학교에서 신학을 공부하여 1970년 신학 박사학위를 받았다. 1970년부터 1976년까지는 토론토 신학교에서 성경 해석을 가르쳤다. 1976년 5월 27일 토론토 대교구 보좌주교로 임명되었다. 1986년 5월 22일 토론토 대교구의 부교구장 대주교로 임명되었으며, 1990년 3월 17일 토론토 대교구장직을 승계받아 착좌하였다.

알로이시우스 암브로직 추기경의 문장

1998년 암브로직은 교황 요한 바오로 2세에 의해 산타 마르첼리노 에 피에트로 성당을 명의본당으로 받고 추기경에 서임되었다. 암브로직 추기경은 1990년에는 교황청 이주사목평의회, 1991년에는 교황청 성직자성의 위원으로 임명되었으며, 1993년에는 교황청 문화평의회의 위원으로 임명되었다. 1999년에는 교황청 경신성사성의 위원으로 활동하였다. 2006년 12월 16일 은퇴하였다.
2011년 8월 26일 긴 투병 생활 끝에 향년 82세의 나이에 선종하였다. 그의 장례식은 2011년 8월 31일 토론토 주교좌 성당인 세인트마이클 대성당에서 거행되었다. 당시 그의 장례식에는 캐나다 연방정부 관계자들을 비롯하여 대략 천여 명의 사람이 참석하였다.